# Provinciale weg 999
De provinciale weg 999 (N999) is een 4 kilometer lange provinciale weg in de provincie Groningen. De weg vormt een verbinding tussen N363 ter hoogte van Uithuizen en de N46 bij Garsthuizen.
De weg is uitgevoerd als 60 km weg gebiedsontsluitingsweg, zonder middenstreep met buiten de bebouwde kom een maximumsnelheid van 60 km/h. De N999 tussen Uithuizen en Garsthuizen draagt Scheltkemaweg en Eppenhuizerweg als zijn enige straatnamen.
N34 · N46 · N351 · N353 · N354 · N355 · N356 · N357 · N358 · N359 · N360 · N361 · N362 · N363 · N364 · N365 · N366 · N367 · N368 · N369 · N370 · N371 · N372 · N373 · N374 · N375 · N376 · N377 · N378 · N379 · N380 · N381 · N382 · N383 · N384 · N385 · N386 · N387 · N388 · N390 · N391 · N392 · N393 · N398

N851 · N852 · N853 · N854 · N855 · N856 · N857 · N858 · N860 · N861 · N862 · N863 · N865 · N910 · N913 · N917 · N918 · N919 · N924 · N927 · N928 · N962 · N963 · N964 · N966 · N967 · N969 · N972 · N973 · N974 · N975 · N976 · N977 · N978 · N979 · N980 · N981 · N982 · N983 · N984 · N985 · N986 · N987 · N988 · N989 · N990 · N991 · N992 · N993 · N994 · N995 · N996 · N997 · N998 · N999

Cursief vermelde wegen zijn voormalige provinciale wegen.